# نيك سوليفان
نيك سوليفان (بالإنجليزية: Nick Sullivan)‏ هو لاعب كرة قدم أسترالي، ولد في 25 فبراير 1998 في أستراليا. لعب مع نادي فيتوريا سيتوبال.

## روابط خارجية
- نيك سوليفان على موقع قاعدة بيانات كرة القدم.إي يو (الإنجليزية)
- نيك سوليفان على موقع Soccerway.com (الإنجليزية)